# نادي ميلوز
نادي ميلوز لكرة القدم (بالفرنسية: FC Mulhouse)‏ نادي كرة قدم فرنسي، يلعب في دوري الدرجة الخامسة. تأسس النادي في العام 1893.